# Vassili Campatelli
Vassili Campatelli (Gambassi Terme, 9 novembre 1949) è un politico italiano.

## Biografia
Figlio di Costantino Campatelli, sindaco comunista di Gambassi Terme per 25 anni, è egli stesso militante del Partito Comunista Italiano fin dalla gioventù. Nel 1985 viene eletto consigliere comunale a Empoli per il PCI, restando in carica fino al 1990. Dopo la svolta della Bolognina aderisce al Partito Democratico della Sinistra.
Viene eletto alla Camera dei deputati nel 1992 nelle file del PDS. Conferma il proprio seggio a Montecitorio anche dopo le elezioni del 1994 e quelle del 1996, conquistando in entrambi i casi per il centrosinistra il seggio uninominale del collegio di Empoli. Rappresenta i Democratici di Sinistra alla Camera fino al 2001.
Successivamente è presidente del Cda di un consorzio servizi per le utilities toscane.